# Marco Bresciani
Marco Bresciani (Roma, 13 febbraio 1960) è un doppiatore italiano.

## Biografia
Bresciani inizia l'attività di doppiatore a metà degli anni ottanta per il Gruppo Trenta. Nel 1989 viene scelto come nuova voce italiana del personaggio Winnie the Pooh nei cartoni Disney e nella serie Le nuove avventure di Winnie the Pooh, doppiando poi il personaggio in ogni sua apparizione. Sempre per la Disney ha inoltre dato voce al personaggio di Iago in tutte le sue apparizioni animate.
Nel 1996 diventa la nuova voce italiana di Taddeo e Porky Pig, partecipando ai nuovi doppiaggi dei cortometraggi animati Looney Tunes e Merrie Melodies e a quelli delle opere contemporanee correlate. Tuttavia, tre anni dopo viene sostituito nel ruolo di Porky Pig da Massimiliano Alto; è quindi udibile come voce del personaggio solo nel lungometraggio Space Jam e nei cortometraggi doppiati prima della sostituzione. Rimane invece come doppiatore di Taddeo fino al 2006, venendo poi sostituito anche in questo ruolo da Marco Baroni.
Ha avuto anche alcune esperienze come attore, drammaturgo e regista teatrale. Nel 1991 è co-sceneggiatore e interprete del film di Claudio Risi Pugni di rabbia. Nel 1998 è assistente animatore del cortometraggio Otherzone, diretto da David Cox, e dallo stesso anno lavora anche come autore televisivo.

## Doppiaggio

### Film
- Mark Doerr, Keith Coulouris e Leif Tilden (nella parte del soldato) in Tartarughe Ninja II - Il segreto di Ooze[1]
- David Knell e Scott N. Stevens in Turner e il casinaro[2]
- Chris Penn in Starsky & Hutch
- Toby Jones in Frost/Nixon - Il duello
- Steve Buscemi in King of New York
- Oliver Platt in Beethoven
- Rick Overton in Willow
- Ali Barkin in Ayla - La figlia senza nome
- Jack Black in The Jackal
- Gedde Watanabe in Sixteen Candles - Un compleanno da ricordare
- Augusto Poderosi in Ginger e Fred
- Eric Edwards in Piccola peste torna a far danni[3]
- Ken Kensei in Black Rain - Pioggia sporca
- Brent Hinkley in Un giorno di ordinaria follia
- Michael Sharrett in Dovevi essere morta
- John Toles-Bey in I trasgressori

### Film d'animazione
- Winnie the Pooh ne Le avventure di Winnie the Pooh, Winnie the Pooh alla ricerca di Christopher Robin, Winnie the Pooh: Tempo di regali, T come Tigro... e tutti gli amici di Winnie the Pooh, Il libro di Pooh: Avventure tutto miele, Buon anno con Winnie the Pooh, Pimpi, piccolo grande eroe, Winnie the Pooh: Ro e la magia della primavera, Winnie the Pooh e gli Efelanti, Il primo Halloween da Efelante, I miei amici Tigro & Pooh: Un Natale da superdetective, I miei amici Tigro & Pooh: Il musical di Tigro e Pooh, I miei amici Tigro & Pooh: Tre super detective mega super, Winnie the Pooh - Nuove avventure nel Bosco dei 100 Acri, Ritorno al Bosco dei 100 Acri, Once Upon a Studio
- Iago in Aladdin, Il ritorno di Jafar, Aladdin e il re dei ladri, Topolino & i cattivi Disney, Disney Princess: Le magiche fiabe - Insegui i tuoi sogni, Once Upon a Studio
- Taddeo in Super Bunny in orbita! (ridoppiaggio), Space Jam, Looney Tunes: Back in Action, Looney Tunes: Canto di Natale
- Gurghi in Taron e la pentola magica
- Vampirello in Basil l'investigatopo
- Killer in Charlie - Anche i cani vanno in paradiso
- Panoramix in Asterix e la grande guerra
- Pilota ne La Freccia Azzurra
- Karin in Dragon Ball - Il torneo di Miifan (primo doppiaggio)
- Porky Pig in Space Jam
- LaPen ne Il mondo incantato di Belle
- Padron Piccolo ne Il re ed io
- Emmo in Cani miliardari
- Kamaji ne La città incantata (primo doppiaggio)
- Gratto in Kate - La bisbetica domata
- Bassotto in Topolino, Paperino, Pippo: I tre moschettieri
- Grinfiotten in Valiant - Piccioni da combattimento
- Erwin Falthauser in Lissy - Principessa alla riscossa

### Serie televisive
- Ronald Lacey ne Le avventure di Sherlock Holmes

### Serie animate
- Winnie the Pooh ne Le nuove avventure di Winnie the Pooh, I nostri eroi alla riscossa, Natale con Winny Puh, Winnie the Pooh: L'avventura di San Valentino, Il libro di Pooh, I miei amici Tigro e Pooh, House of Mouse - Il Topoclub I Griffin, Le piccole avventure di Winnie the Pooh, Dottoressa Peluche
- Taddeo e Porky Pig in Looney Tunes e Merry Melodies (riedizione del 1995)
- Iago in Aladdin, House of Mouse - Il Topoclub
- Patata (st. 1-7), Fichetto (1ª voce), Lewis (1ª voce), Carl Carlson (st. 1-2) e Adil Hoxha ne I Simpson[4]
- Principe Gaylord, Gustavo (ep. 31)[5] e compare di Jerry in Quack Pack - La banda dei paperi[6]
- Pancake in Popples
- Mouth in Darkwing Duck
- Whirlwind in Iron Man
- Sasuke in Ranma ½ (ep. 1-95)
- Teppista in Armitage III[7]
- Anacleto in House of Mouse - Il Topoclub[8]
- Pardo in Leonardo

### Videogiochi
- Taddeo in Bugs Bunny: Lost in Time[9], Bugs Bunny e Taz in viaggio nel tempo[10], Ralph il lupo all'attacco, Looney Tunes: Back in Action
- Winnie the Pooh in Winnie the Pooh asilo, Tigro e la caccia al miele, Disney Friends[11] e Disneyland Adventures[12]
- Iago in Abu sui tetti[13] e Aladdin: La vendetta di Nasira[14]

## Filmografia
- I ragazzi della 3ª C – serie TV, episodio 3x08 (1989)
- Pugni di rabbia, regia di Claudio Risi (1991)

## Teatro

### Regista
- Una mela per due di Marco Bresciani, con Vera Gemma e Claudio Insegno (1991)[15]
- Di tutto, su tutto, per tutti di Salvatori e Bresciani, con l'Allegra brigata (1993)[16]

### Drammaturgo
- Una mela per due (1991)
- Di tutto, su tutto, per tutti (1993)
- Gli imprevedibili ragazzi de I Cesaroni, regia di Giorgia Giuntoli (2011)[17]